# Cusl
Der Cusl war ein spanisches Gewichtsmaß für trockene Waren (Getreidemaß).
- 1 Cusl = 9200 Pfund (Amsterdamer = 494 Gramm[1]) = 4544,8 Kilogramm